# Ying Yang Twins
Pour les articles homonymes, voir Yin yang (homonymie).
Ying Yang Twins est un groupe de hip-hop américain, originaire d'Atlanta, en Géorgie. Le duo se compose de Kaine (né Eric Jackson le 16 décembre 1978) et de D-Roc (né Deongelo Holmes le 23 février 1979). Le groupe se lance en 2000 et gagne en popularité en 2003 aux côtés de Lil Jon avec le single Get Low. En 2004 et 2005, Ying Yang Twins se popularise encore plus avec leurs singles Salt Shaker, What's Happnin, Shake, et Badd.

## Biographie
Ying Yang Twins se lance en 2000 avec le single Whistle While You Twurk, joué sur les radio pop et urban, et atteint la 17e place des classements US R&B/Hip-Hop. Ils se popularisent encore plus en jouant aux côtés de Juz tha King, Kat Nu et Demo Dil à la tournée King Me. Leur premier album, Thug Walkin', est publié cette même année. Immédiatement après avoir découvert le rappeur Lil Jon, l'A&R Bryan Leach discute avec Michael « DJ Smurf » Crooms au sujet d'une éventuelle signature entre Ying Yang Twins et le label TVT Records. Des négociations retardées annulent finalement la publication au label de leur album Alley: The Return of the Ying Yang Twins, qui sera plutôt publié par Koch Records en 2002. L'album est un succès chez les fans de hip-hop dans le Sud des États-Unis. La même année, le groupe participe à l'album Kings of Crunk de Lil Jon avec le single Get Low, et la chanson devient un hit. Crooms ayant négocié un seul album chez Koch, le duo est enfin libre de soumettre ses conditions à TVT, le label étant impressionné par leur performance avec Lil Jon et The East Side Boyz,.
Leur premier album publié par TVT, Me and My Brother, est classé 11e du Billboard 200 est certifié disque de platine par la RIAA le 12 avril 2005, et se compose de trois nouveaux hits — Whats Happnin!, Naggin' et la populaire collaboration avec Lil Jon Salt Shaker. La même année, le duo participe à l'album de Britney Spears In the Zone avec le single I Got That (Boom Boom). En 2004, TVT publie My Brother & Me, un album composé de remixes et d'un DVD bonus.
Un nouvel album U.S.A. (United State of Atlanta) est publié en 2005 en même temps que les singles Wait (The Whisper Song), Badd et Shake qui domineront les radios pop et U.S.A. (Still United), une collection de chansons inédites, de remixes, et de collaborations similaires à celles de My Brother & Me suit en décembre 2005. Il s'accompagne d'un DVD de clips et de tournages dans les coulisses à l'époque de U.S.A. (United State of Atlanta).
En 2005, D-Roc et ses petits frères, Mr. Weeny, et Da Birthday Boy, forment le groupe Da Muzicianz et publient leur premier single, Camera Phone
Le cinquième album du groupe, Chemically Imbalanced, est publié le 28 novembre 2006. Pour cet album, les Twins collaborent avec les producteurs Wyclef Jean, Keith Duplessis, et Mr. Collipark, ce dernier ayant produit la majeure partie des chansons de leur précédent opus. Les deux premiers singles sont Dangerous repris de Hall & Oates avec Wyclef Jean, et Jigglin'. En 2008, les Twins publient la mixtape The Official Work et un single promotionnel intitulé Drop. Leur chanson Halftime (Stand Up and Get Crunk) est un incontournable au stade des NFL. Le 3 novembre 2009, Ying Yang Twins publie leur best-of via The Orchard and BOOTY Records. L'album se compose de dix singles ayant atteint les classements Billboard, dont What's Happinin, Shake, Salt Shaker et Wait (The Whisper Song), plus trois nouveaux titres.
Le 29 juin 2012, Ying Yang Twins révèle sur Twitter avoir signé chez Epic Records, et fait paraître un premier single issu de leur nouvel album, Fist Pump, Jump Jump avec Greg Tecoz.

## Discographie

### Albums studio
- 2000 : Thug Walkin'
- 2002 : Alley: The Return of the Ying Yang Twins
- 2003 : Me & My Brother
- 2005 : U.S.A. (United State of Atlanta)
- 2006 : Chemically Imbalanced
- 2009 : Ying Yang Forever
- 2012 : All Around the World
- 2012 : The Ying & The Yang

### Albums de remixes
- 2004 : My Brother & Me
- 2005 : U.S.A. Still United

### Compilations
- 2009 : Legendary Status: Ying Yang Twins Greatest Hits
- 2010 : Gumbo Vol. 1
- 2010 : Gumbo Vol. 2

### Mixtapes
- 2008 : The Official Work

## Filmographie
- 2004 : Soul Plane : eux-mêmes

## Distinctions

### Récompenses
- Source Awards 2004 : Groupe de l'année
- Whudat Music Awards 2004 : Crazy Club Single de l'année pour Get Low
- Dirty Awards 2005 : Crunkest of the Crunk

### Nominations
- Source Awards 2004 : Single de l'année en collaboration pour Salt Shaker
- American Music Awards 2004 : Groupe ou duo favori de rap
- American Music Awards 2005 : Groupe ou duo favori de rap
- Vibe Awards 2005 : Meilleur groupe
- MTV Video Music Awards 2005 : Meilleure vidéo de rap pour Wait (The Whisper Song)
- Billboard R&B/Hip-Hop Awards 2005 : Meilleur groupe R&B/hip-hop
- Billboard R&B/Hip-Hop Awards 2006 : Meilleur groupe R&B/hip-hop
- International Dance Music Awards 2006 : Meilleur morceau R&B/hip-hop pour Wait (The Whisper Song)
- Grammy Awards 2006 : Meilleure performance pour un duo ou un groupe de rap pour Wait (The Whisper Song)